# Soeung Samnang
Soeung Samnang là sĩ quan không quân Campuchia. Ông giữ chức Tư lệnh Không quân Hoàng gia Campuchia kể từ tháng 1 năm 1999.
Tháng 3 năm 2018, ông được thăng chức Phó Tổng Tư lệnh Quân đội Hoàng gia Campuchia.